# ریچارد لینکلیتر
ریچارد استوارت لینکلیتر (انگلیسی: Richard Stuart Linklater؛ زاده ۳۰ ژوئیهٔ ۱۹۶۰) فیلم‌ساز آمریکایی است. در سال ۲۰۱۵، نام لینکلیتر در فهرست سالانهٔ مجلهٔ تایم از تأثیرگذارترین افراد جهان قرار گرفت. او به‌خاطر ساخت فیلم‌هایی شناخته می‌شود که به‌طور مفهومی با فرهنگ حومه‌نشینی و تأثیرات گذر زمان سر و کار دارند. بسیاری از فیلم‌های لینکلیتر سبک روایی متفاوتی دارند.
سه‌گانهٔ پیش از (پیش از طلوع، پیش از غروب، پیش از نیمه‌شب) و پسرانگی (۲۰۱۴) هر دو از یک گروه بازیگر استفاده کرده‌اند و طی یک دوره طولانی چندین ساله فیلم‌برداری شده‌اند. او پنج بار نامزد جوایز اسکار شده و جایزه خرس نقره‌ای برای بهترین کارگردان را برای فیلم پیش از طلوع دریافت کرده است. همچنین، جایزه گلدن گلوب بهترین کارگردانی را برای پسرانگی به دست آورده است.

## فیلمشناسی

### فیلم‌های بلند
| سال  | نام                                           | کارگردان | فیلم‌نامه‌نویس | تهیه‌کننده | بازیگر              |
| ---- | --------------------------------------------- | -------- | ------------ | --------- | ------------------- |
| ۱۹۸۸ | خواندن کتاب‌ها برای یادگیری شخم‌زنی غیرممکن است | آری      | آری          | آری       | آری                 |
| ۱۹۹۱ | طفره‌رو                                        | آری      | آری          | آری       | آری                 |
| ۱۹۹۳ | مات و مبهوت                                   | آری      | آری          | آری       |                     |
| ۱۹۹۵ | پیش از طلوع                                   | آری      | آری          |           |                     |
| ۱۹۹۵ | زیر                                           |          |              |           | آری                 |
| ۱۹۹۶ | حومه‌نشین                                      | آری      |              |           |                     |
| ۱۹۹۸ | پسران نیوتن                                   | آری      | آری          |           |                     |
| ۲۰۰۱ | زندگی بیداری                                  | آری      | آری          |           | آری                 |
| ۲۰۰۱ | نوار                                          | آری      |              |           |                     |
| ۲۰۰۳ | مدرسه راک                                     | آری      |              |           |                     |
| ۲۰۰۴ | پیش از غروب                                   | آری      | آری          | آری       |                     |
| ۲۰۰۵ | خرس‌های بدخبر                                  | آری      |              | آری       |                     |
| ۲۰۰۶ | ملت غذای آماده                                | آری      | آری          |           |                     |
| ۲۰۰۶ | یک پوینده تاریک                               | آری      | آری          |           |                     |
| ۲۰۰۸ | من و اورسن ولز                                | آری      |              | آری       |                     |
| ۲۰۱۱ | برنی                                          | آری      | آری          | آری       |                     |
| ۲۰۱۳ | پیش از نیمه‌شب                                 | آری      | آری          | آری       |                     |
| ۲۰۱۴ | پسرانگی                                       | آری      | آری          | آری       |                     |
| ۲۰۱۵ | هر کی یک چیزی می‌خواد                          | آری      | آری          | آری       |                     |
| ۲۰۱۷ | اهتزاز آخرین پرچم                             | آری      | آری          |           |                     |
| ۲۰۱۹ | کجا رفتی برنادت                               | آری      | آری          |           |                     |
| ۲۰۲۲ | آپولو ۱۰٫۵: کودکی در عصر فضا                  | آری      | آری          | آری       |                     |
| ۲۰۲۳ | هیت من                                        | آری      | آری          | آری       | نویسنده با گلن پاول |
| ۲۰۲۵ | ماه آبی                                       | آری      | نه           | آری       |                     |
| ۲۰۲۵ | موج نو                                        | آری      | آری          | نه        |                     |
| TBA  | با شادمانی چرخ می‌زنیم                         | آری      | آری          | آری       |                     |